# Joe Roberts (motociclista)
Joe Roberts (Malibù, 16 giugno 1997) è un pilota motociclistico statunitense.

## Carriera

### Gli inizi
Ha incominciato a correre con le moto in campionati Flat track e Supermoto passando poi a gare di mini-road su piste di kart e poi su piste full-size in sella a una Honda RS 125. Ha gareggiato con successo per due stagioni nell'USGPRU (United Race Grand Prix Racer's Union) finendo 3º nel 2010 nella classe 125 GP. Alla fine del 2010 è stato invitato alle selezioni della Red Bull MotoGP Rookies Cup per la stagione 2011 ed è stato uno dei 12 selezionati tra 100 candidati.
Dal 2011 al 2013 ha gareggiato nel campionato Red Bull Rookies. Nella sua prima stagione ha registrato una vittoria e un giro veloce a Brno, circuito per lui nuovo. Nel 2012 ha migliorato le sue prestazioni ottenendo un 2º, 4º e 5º posto. Nel 2013 è stato uno dei pochi piloti a essere invitato, per il terzo anno, a partecipare al campionato Red Bull Rookies guidando la KTM RC 250 R. Roberts si è mostrato subito a suo agio con le nuove 4 tempi ottenendo buoni risultati nei circuiti di Jerez, Brno e Silverstone. Nello stesso anno, a soli 6 giorni dal suo 16º compleanno, ha gareggiato negli USA nel campionato AMA a bordo di una Honda CBR 600RR, registrando una doppia vittoria al Barber Motorsports, stabilendo il record come più giovane pilota ad aver vinto in una gara AMA Pro Road. Ha inoltre vinto a Laguna Seca e ha riportato un'altra doppia vittoria al Miller Motorsports Park, ottenendo così 5 vittorie in 5 gare AMA dal suo esordio.

### Serie Americane
Nel 2014 ha partecipato a tempo pieno al campionato AMA Daytona Sportbike su Honda CBR600RR con il team Hammer. Tuttavia, anche a causa di alcuni infortuni, non è riuscito a replicare i risultati della stagione precedente. Nel 2015 Roberts a bordo di una Yamaha YZF-R6 nella classe AMA / FIM MotoAmerica Superstock 600 ottiene 9 primi posti e un secondo posto in 11 gare, conseguendo il campionato a Laguna Seca con un turno di anticipo. L'ultima gara, disputata nel New Jersey, lo ha visto partecipare in classe Supersport, dove ha ottenuto un primo posto in gara 1 e un secondo posto in gara 2. Il 2016 lo ha visto gareggiare in AMA / MotoAmerica Supersport su una Yamaha R6 dove ha ottenuto il podio per 3 volte e conquistato 3 pole position ma nel corso della stagione è stato costretto a saltare diverse gare a causa di un infortunio. Nel 2017 Roberts è tornato in Europa per competere nella classe FIM CEV Moto2 con AGR team classificandosi quinto in campionato con tre piazzamenti a podio in stagione. A metà anno la AGR lo ha fatto esordire, in sostituzione di Yonny Hernández, nel motomondiale a Brno dove ha tagliato il traguardo in decima posizione partendo dalla casella numero 29.

### Moto2
Nel 2018 il californiano incomincia la sua prima stagione completa come pilota del team RW Racing GP con una NTS, unico pilota statunitense che gareggia in una delle classi del motomondiale. Chiude la sua prima stagione completa nel motomondiale al ventisettesimo posto in classifica piloti.
Nel 2019 passa alla guida della KTM del team American Racing; il compagno di squadra è Iker Lecuona; chiude la stagione al 28º posto con 4 punti totalizzati con i due quattordicesimi posti in Francia e Olanda. In questa stagione è costretto a saltare il Gran Premio della Repubblica Ceca a causa della lussazione della spalla sinistra rimediata nelle qualifiche del GP. Nel 2020 corre nello stesso team del 2019, alla guida di una Kalex Moto2. Il compagno di squadra è Marcos Ramírez. Ottiene un terzo posto in Repubblica Ceca e tre pole position (Qatar, Repubblica Ceca e Francia). Conclude la stagione al settimo posto con 94 punti.
Nel 2021 passa alla guida della Kalex del team Italtrans Racing; il compagno di squadra è Lorenzo Dalla Porta. Ottiene come miglior risultato un quarto posto in Italia e chiude la stagione al tredicesimo posto con 59 punti. In questa stagione è costretto a saltare il Gran Premio dell'Emilia Romagna per una frattura alla clavicola sinistra rimediata nelle prove libere del GP; in seguito, uno spostamento della placca nell'osso gli impedisce di correre anche in Comunità Valenciana.
Nel 2022 trova la prima vittoria nel contesto del motomondiale a Portimão, era da 11 anni che un pilota statunitense non vinceva una gara nel motomondiale, dalla vittoria di Ben Spies nel GP d'Olanda del 2011. Sale nuovamente sul podio al Mugello e chiude la stagione al nono posto. Nel 2023 inizia il terzo anno con Italtrans, il compagno di squadra è l'esordiente Dennis Foggia. In occasione del Gran Premio d'India torna sul podio classificandosi terzo mentre in Qatar ottiene la pole position. Termina il campionato classificandosi in tredicesima posizione.
Nel 2024 passa ad American Racing, con Marcos Ramírez come compagno di squadra. Se nelle prime fasi di campionato, fino alla vittoria al Mugello, è un serio candidato per il titolo, nel resto dell'annata non riesce ad eguagliare le precedenti prestazioni. Complice un infortunio che gli impedisce di partecipare agli ultimi quattro Gran Premi, si classifica al nono posto.

## Risultati nel motomondiale
| 2017 | Classe | Moto  |  |  |  |  |  |  |  |  |  |    |    |    |     |    |  |  |  |  |  |  |  |  | Punti | Pos. |
| ---- | ------ | ----- |  |  |  |  |  |  |  |  |  | -- | -- | -- | --- | -- |  |  |  |  |  |  |  |  | ----- | ---- |
| 2017 | Moto2  | Kalex |  |  |  |  |  |  |  |  |  | 10 | 19 | 21 | Rit | 26 |  |  |  |  |  |  |  |  | 6     | 30º  |

| 2018 | Classe | Moto |    |    |    |     |    |    |    |    |    |    |    |    |    |    |    |    |    |    |     |  |  |  | Punti | Pos. |
| ---- | ------ | ---- | -- | -- | -- | --- | -- | -- | -- | -- | -- | -- | -- | -- | -- | -- | -- | -- | -- | -- | --- |  |  |  | ----- | ---- |
| 2018 | Moto2  | NTS  | 25 | 25 | 23 | Rit | 19 | 14 | 22 | 21 | 22 | 18 | 19 | AN | 16 | 24 | 13 | 18 | 18 | 18 | Rit |  |  |  | 5     | 27º  |

| 2019 | Classe | Moto |    |    |     |    |    |     |    |    |    |    |    |    |    |    |     |    |    |    |    |  |  |  | Punti | Pos. |
| ---- | ------ | ---- | -- | -- | --- | -- | -- | --- | -- | -- | -- | -- | -- | -- | -- | -- | --- | -- | -- | -- | -- |  |  |  | ----- | ---- |
| 2019 | Moto2  | KTM  | 22 | 22 | Rit | 20 | 14 | Rit | 20 | 14 | 25 | NP | 21 | 22 | 16 | 30 | Rit | 18 | 16 | 19 | 18 |  |  |  | 4     | 28º  |

| 2020 | Classe | Moto  |   |    |    |   |    |    |    |     |   |   |   |    |     |    |   |  |  |  |  |  |  |  | Punti | Pos. |
| ---- | ------ | ----- | - | -- | -- | - | -- | -- | -- | --- | - | - | - | -- | --- | -- | - |  |  |  |  |  |  |  | ----- | ---- |
| 2020 | Moto2  | Kalex | 4 | 17 | 17 | 3 | 10 | 12 | 10 | Rit | 5 | 6 | 8 | 10 | Rit | 11 | 7 |  |  |  |  |  |  |  | 94    | 7º   |

| 2021 | Classe | Moto  |   |     |   |   |     |   |    |     |     |     |    |    |    |    |    |    |    |    |  |  |  |  | Punti | Pos. |
| ---- | ------ | ----- | - | --- | - | - | --- | - | -- | --- | --- | --- | -- | -- | -- | -- | -- | -- | -- | -- |  |  |  |  | ----- | ---- |
| 2021 | Moto2  | Kalex | 6 | Rit | 4 | 8 | Rit | 4 | 10 | Rit | Rit | Rit | 16 | 10 | 13 | 23 | 18 | NP | 24 | NP |  |  |  |  | 59    | 13º  |

| 2022 | Classe | Moto  |   |    |    |   |   |   |   |   |     |    |   |   |    |   |   |    |   |     |     |    |  |  | Punti | Pos. |
| ---- | ------ | ----- | - | -- | -- | - | - | - | - | - | --- | -- | - | - | -- | - | - | -- | - | --- | --- | -- |  |  | ----- | ---- |
| 2022 | Moto2  | Kalex | 8 | 11 | 13 | 8 | 1 | 8 | 7 | 2 | Rit | 13 | 8 | 7 | 14 | 9 | 9 | 12 | 8 | Rit | Rit | 15 |  |  | 131   | 9º   |

| 2023 | Classe | Moto  |    |    |    |    |    |    |     |    |   |     |    |   |   |    |   |   |     |   |    |   |  |  | Punti | Pos. |
| ---- | ------ | ----- | -- | -- | -- | -- | -- | -- | --- | -- | - | --- | -- | - | - | -- | - | - | --- | - | -- | - |  |  | ----- | ---- |
| 2023 | Moto2  | Kalex | 14 | 14 | 16 | 14 | 12 | 12 | Rit | 18 | 4 | Rit | 11 | 8 | 3 | 12 | 9 | 5 | Rit | 8 | 11 | 8 |  |  | 93,5  | 13º  |

| 2024 | Classe | Moto  |   |   |   |   |   |   |   |    |   |     |   |     |    |   |   |    |     |     |     |     |  |  | Punti | Pos. |
| ---- | ------ | ----- | - | - | - | - | - | - | - | -- | - | --- | - | --- | -- | - | - | -- | --- | --- | --- | --- |  |  | ----- | ---- |
| 2024 | Moto2  | Kalex | 7 | 2 | 2 | 2 | 4 | 8 | 1 | NP | 8 | Rit | 9 | Rit | 13 | 6 | 6 | 27 | Inf | Inf | Inf | Inf |  |  | 153   | 9º   |

| 2025 | Classe | Moto  |    |    |    |    |    |    |   |   |   |   |   |   |     |  |  |  |  |  |  |  |  |  | Punti | Pos. |
| ---- | ------ | ----- | -- | -- | -- | -- | -- | -- | - | - | - | - | - | - | --- |  |  |  |  |  |  |  |  |  | ----- | ---- |
| 2025 | Moto2  | Kalex | 18 | 16 | 25 | 15 | 11 | 12 | 8 | 7 | 9 | 5 | 6 | 1 | Rit |  |  |  |  |  |  |  |  |  | 80    |      |

| Legenda | 1º posto        | 2º posto            | 3º posto            | A punti      | Senza punti        | Grassetto – Pole position Corsivo – Giro più veloce |
| Legenda | Gara non valida | Non qual./Non part. | Ritirato/Non class. | Squalificato | '-' Dato non disp. | Grassetto – Pole position Corsivo – Giro più veloce |